# Still Breathing
"Still Breathing" er en sang af Samanta Tīna. Den repræsenterer Letland i Eurovision Song Contest 2020. Sangen blev frigivet som en digital download den 28. november 2019.